# Tour der neuseeländischen Rugby-Union-Nationalmannschaft nach Südafrika 1928
| Tour der All Blacks nach Südafrika 1928 | Tour der All Blacks nach Südafrika 1928 | Tour der All Blacks nach Südafrika 1928 | Tour der All Blacks nach Südafrika 1928 | Tour der All Blacks nach Südafrika 1928 |
| Übersicht                               | S                                       | G                                       | U                                       | N                                       |
| --------------------------------------- | --------------------------------------- | --------------------------------------- | --------------------------------------- | --------------------------------------- |
| Test Matches                            | 04                                      | 02                                      | 0                                       | 2                                       |
| Sonstige Spiele                         | 19                                      | 15                                      | 1                                       | 3                                       |
| Gesamt                                  | 23                                      | 17                                      | 1                                       | 5                                       |
|                                         |                                         |                                         |                                         |                                         |
| Südafrika                               | 04                                      | 02                                      | 0                                       | 2                                       |

Die Tour der neuseeländischen Rugby-Union-Nationalmannschaft nach Südafrika 1928 umfasste eine Reihe von Freundschaftsspielen der All Blacks, der Nationalmannschaft Neuseelands in der Sportart Rugby Union. Das Team reiste von Mai bis September 1928 durch Südafrika und bestritt während dieser Zeit 22 Spiele. Darunter waren vier Test Matches gegen die Springboks und 18 weitere Begegnungen mit regionalen Auswahlteams. Die Neuseeländer verloren zwei Test Matches und drei weitere Begegnungen.

## Ereignisse
Es handelte sich um einen Gegenbesuch für die Tour der Springboks 1921 nach Neuseeland. Gleichzeitig war es die erste Tour der All Blacks nach Südafrika. Obwohl die Māori stets für die Nationalmannschaft spielberechtigt gewesen waren, kam die New Zealand Rugby Football Union (NZRFU) den Wünschen der südafrikanischen Regierung entgegen und entschied, für diese Tour keine Ureinwohner aufzubieten. Herausragende Spieler wie George Nepia oder Jimmy Mill durften aus diesem Grund nicht mitreisen, sodass sich die Mannschaft ausschließlich aus „weißen“ Spielern zusammensetzte. Nepia schien zwar nicht übermäßig enttäuscht über seine Nichtberücksichtigung zu sein, aber er war zunehmend beunruhigt über die Bereitschaft der NZRFU, die Würde ihrer Māori-Spieler herabzusetzen, um die Beziehungen zu ihrem Hauptrivalen um die Vorherrschaft im Rugby aufrechtzuerhalten. Die NZRFU begründete ihr Vorgehen damit, dass sie die Māori-Spieler vor Diskriminierung schützen wolle.
Insgesamt verlief die Tour für die Neuseeländer zufriedenstellend, auch wenn sie zwei der vier Test Matches verloren und die Serie somit unentschieden endete. Auf ihrer Rückreise nach Neuseeland machten die All Blacks einen Zwischenhalt in Melbourne, wo sie ein Spiel gegen eine lokale Auswahl bestritten.

## Spielplan
- Hintergrundfarbe grün = Sieg
- Hintergrundfarbe gelb = Unentschieden
- Hintergrundfarbe rot = Niederlage

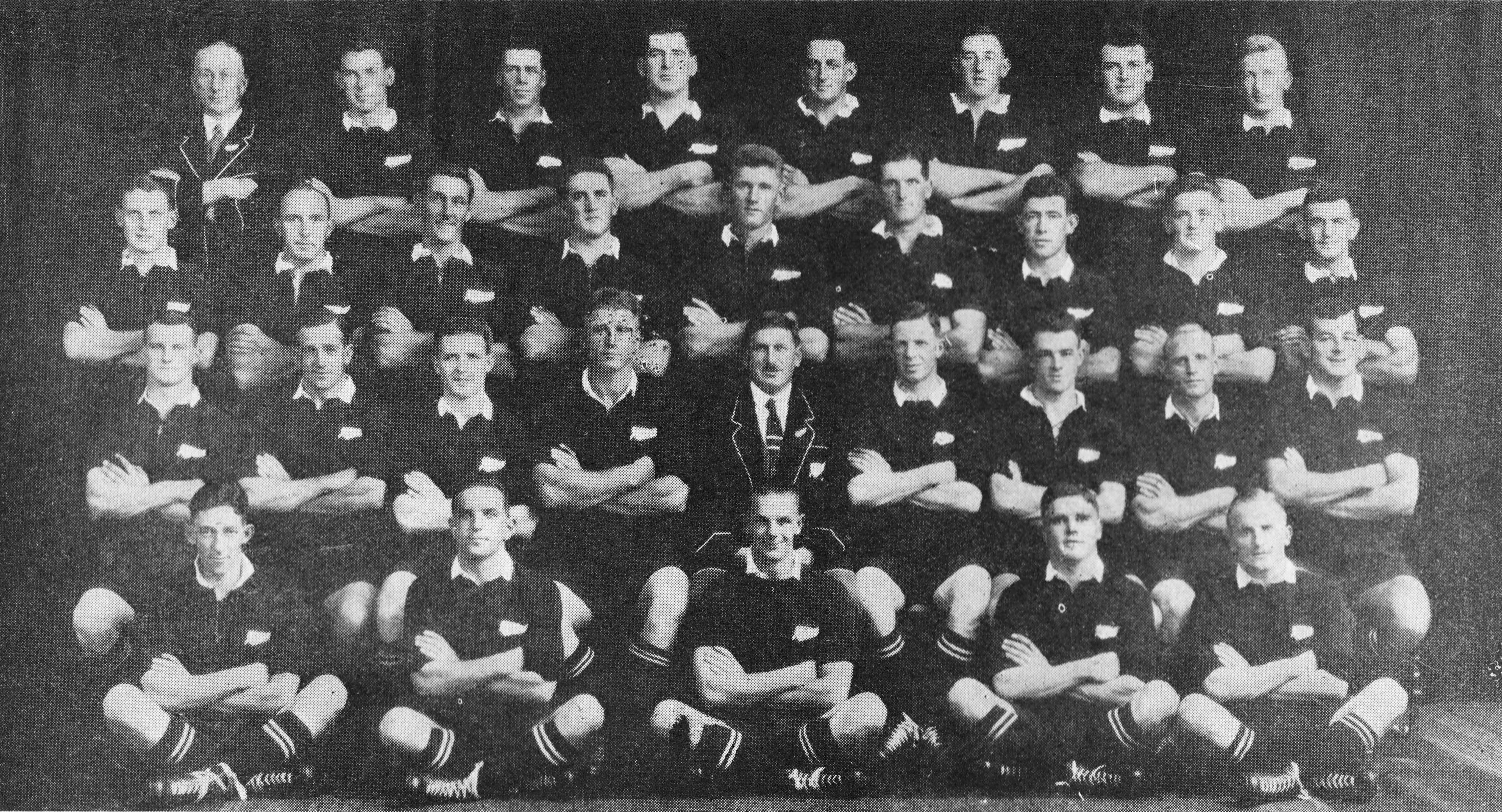
Das neuseeländische Team während der Tour von 1928

(Test Matches sind grau unterlegt; Ergebnisse aus der Sicht Neuseelands)
| #  | Datum              | Gegner                   | Ort                 | Stadion                      | Ergebnis |
| -- | ------------------ | ------------------------ | ------------------- | ---------------------------- | -------- |
| 01 | 30. Mai 1928       | Western Province Country | Kapstadt            | Newlands Stadium             | 11:3     |
| 02 | 02. Juni 1928      | Cape Town Clubs          | Kapstadt            | Newlands Stadium             | 3:7      |
| 03 | 06. Juni 1928      | Griqualand West          | Kimberley           | De Beers Stadium             | 19:10    |
| 04 | 09. Juni 1928      | Transvaal                | Johannesburg        | Ellis Park Stadium           | 0:6      |
| 05 | 13. Juni 1928      | Orange Free State        | Kroonstad           | Recreation Ground            | 20:0     |
| 06 | 16. Juni 1928      | Transvaal                | Johannesburg        | Ellis Park Stadium           | 5:0      |
| 07 | 20. Juni 1928      | Western Transvaal        | Potchefstroom       | Kruger Park                  | 19:8     |
| 08 | 23. Juni 1928      | Natal                    | Pietermaritzburg    | The Oval                     | 31:3     |
| 09 | 30. Juni 1928      | Südafrika                | Durban              | Kingsmead Stadium            | 0:17     |
| 10 | 07. Juli 1928      | Northern Provinces       | Kimberley           | De Beers Stadium             | 18:18    |
| 11 | 14. Juli 1928      | Rhodesien                | Bulawayo            | Bulawayo Athletic Club       | 44:8     |
| 12 | 21. Juli 1928      | Südafrika                | Johannesburg        | Ellis Park Stadium           | 7:6      |
| 13 | 25. Juli 1928      | Pretoria Clubs           | Pretoria            | Eastern Sports Ground        | 13:6     |
| 14 | 28. Juli 1928      | Orange Free State        | Bloemfontein        | Ramblers Cricket Club Ground | 15:11    |
| 15 | 01. August 1928    | North-Eastern Districts  | Burgersdorp         | Burgersdorp Ground           | 27:0     |
| 16 | 04. August 1928    | Border                   | East London         | Recreation Ground            | 22:3     |
| 17 | 08. August 1928    | Border                   | King William’s Town | Victoria Grounds             | 35:3     |
| 18 | 11. August 1928    | Eastern Province         | Port Elizabeth      | Port Elizabeth Ground        | 16:3     |
| 19 | 18. August 1928    | Südafrika                | Port Elizabeth      | St George’s Park             | 6:11     |
| 20 | 22. August 1928    | South-Western Districts  | Oudtshoorn          | Oudtshoorn Ground            | 12:6     |
| 21 | 25. August 1928    | Western Province         | Kapstadt            | Newlands Stadium             | 3:10     |
| 22 | 01. September 1928 | Südafrika                | Kapstadt            | Newlands Stadium             | 13:5     |
| 23 | 29. September 1928 | Victorian Rugby Union    | Melbourne           | Exhibition Oval              | 58:9     |

## Test Matches
| 30. Juni 1928 | Südafrika                                                          | 17 : 0        | Neuseeland | Kingsmead Stadium, Durban Zuschauer: 10.000 Schiedsrichter: Vivian Neser (Südafrika) |
| 30. Juni 1928 | Versuche: Slater Straftritte: B. Osler (2) Dropgoals: B. Osler (2) | (4:0) Bericht |            | Kingsmead Stadium, Durban Zuschauer: 10.000 Schiedsrichter: Vivian Neser (Südafrika) |

Aufstellungen:
- Südafrika: George Daneel, Pierre de Villiers, Brooke Duffy, Theuns Kruger, Phil Mostert , Philip Nel, Bennie Osler, Stanley Osler, Hennie Potgieter, Nic Pretorius, Boet Prinsloo, Jack Slater, Jackie Tindall, Nic van Druten, SP van Wyk
- Neuseeland: Geoffrey Alley, Maurice Brownlie , Sydney Carleton, Bill Dalley, Innes Finlayson, Bertram Grenside, Swinbourne Hadley, William Hazlett, Lance Johnson, David Lindsay, Alan Robilliard, George Scrimshaw, Ronald Stewart, Archibald Strang, John Swain

| 21. Juli 1928 | Südafrika                            | 6 : 7         | Neuseeland                             | Ellis Park Stadium, Johannesburg Zuschauer: 38.000 Schiedsrichter: Vivian Neser (Südafrika) |
| 21. Juli 1928 | Versuche: Osler Straftritte: Mostert | (3:3) Bericht | Straftritte: Lindsay Dropgoals: Strang | Ellis Park Stadium, Johannesburg Zuschauer: 38.000 Schiedsrichter: Vivian Neser (Südafrika) |

Aufstellungen:
- Südafrika: Gerry Brand, George Daneel, David Devine, John Dobie, Theuns Kruger, Phil Mostert , Philip Nel, Bennie Osler, Hennie Potgieter, Nic Pretorius, Jackie Tindall, Neville Tod, JC van der Westhuizen, Nic van Druten, SP van Wyk
- Neuseeland: Geoffrey Alley, Maurice Brownlie , Sydney Carleton, Bill Dalley, Innes Finlayson, Bertram Grenside, Swinbourne Hadley, William Hazlett, Lance Johnson, David Lindsay, Ruben McWilliams, Alan Robilliard, Ronald Stewart, Archibald Strang, John Swain

| 18. August 1928 | Südafrika                                       | 11 : 6        | Neuseeland                 | St George’s Park, Port Elizabeth Zuschauer: 18.500 Schiedsrichter: Vivian Neser (Südafrika) |
| 18. August 1928 | Versuche: Daneel de Jongh Nel Erhöhungen: Osler | (8:6) Bericht | Versuche: Grenside Stewart | St George’s Park, Port Elizabeth Zuschauer: 18.500 Schiedsrichter: Vivian Neser (Südafrika) |

Aufstellungen:
- Südafrika: Gerry Brand, George Daneel, Manus de Jongh, Pierre de Villiers, Andries du Toit, Boy Louw, Phil Mostert , Philip Nel, John Oliver, Bennie Osler, Nic Pretorius, Willie Rousseau, Jackie Tindall, JC van der Westhuizen, Nic van Druten
- Neuseeland: Geoffrey Alley, Maurice Brownlie , Sydney Carleton, Bill Dalley, Innes Finlayson, Bertram Grenside, Swinbourne Hadley, William Hazlett, Lance Johnson, Herbert Lilburne, David Lindsay, Ruben McWilliams, Alan Robilliard, Ronald Stewart, John Swain

| 1. September 1928 | Südafrika                                      | 5 : 13        | Neuseeland                                                    | Newlands Stadium, Kapstadt Zuschauer: 23.000 Schiedsrichter: Vivian Neser (Südafrika) |
| 1. September 1928 | Versuche: van der Westhuizen Erhöhungen: Osler | (5:6) Bericht | Versuche: Swain Straftritte: Nicholls (2) Dropgoals: Nicholls | Newlands Stadium, Kapstadt Zuschauer: 23.000 Schiedsrichter: Vivian Neser (Südafrika) |

Aufstellungen:
- Südafrika: George Daneel, Pierre de Villiers, Andries du Toit, Boy Louw, Pieter Morkel, Phil Mostert , Philip Nel, John Oliver, Bennie Osler, Nic Pretorius, Willie Rousseau, Jackie Tindall, JC van der Westhuizen, Nic van Druten, Jock van Niekerk
- Neuseeland: Maurice Brownlie , Bill Dalley, Innes Finlayson, Bertram Grenside, Swinbourne Hadley, Ian Harvey, William Hazlett, Lance Johnson, Herbert Lilburne, Fred Lucas, Mark Nicholls, Alan Robilliard, Ronald Stewart, John Swain, Ruben McWilliams

## Kader
| Spieler           | Position         | Mannschaft       |
| ----------------- | ---------------- | ---------------- |
| Bill Dalley       | Halbspieler      | Canterbury       |
| Lance Johnson     | Halbspieler      | Wellington       |
| Frank Kilby       | Halbspieler      | Wellington       |
| David Lindsay     | Halbspieler      | Otago            |
| Neil McGregor     | Halbspieler      | Canterbury       |
| Mark Nicholls     | Halbspieler      | Wellington       |
| Toby Sheen        | Halbspieler      | Auckland         |
| Archibald Strang  | Halbspieler      | South Canterbury |
| Sydney Carleton   | Dreiviertelreihe | Canterbury       |
| Bertram Grenside  | Dreiviertelreihe | Hawke’s Bay      |
| Fred Lucas        | Dreiviertelreihe | Auckland         |
| Alan Robilliard   | Dreiviertelreihe | Canterbury       |
| Charles Rushbrook | Dreiviertelreihe | Wellington       |
| Herbert Lilburne  | Schlussmann      | Canterbury       |

| Spieler           | Position | Mannschaft       |
| ----------------- | -------- | ---------------- |
| Geoffrey Alley    | Stürmer  | Canterbury       |
| Cyril Brownlie    | Stürmer  | Hawke’s Bay      |
| Maurice Brownlie  | Stürmer  | Hawke’s Bay      |
| Jim Burrows       | Stürmer  | Canterbury       |
| Innes Finlayson   | Stürmer  | North Auckland   |
| Swinbourne Hadley | Stürmer  | Auckland         |
| Ian Harvey        | Stürmer  | Wairarapa        |
| Bill Hazlett      | Stürmer  | Southland        |
| John Hore         | Stürmer  | Otago            |
| Ruben McWilliams  | Stürmer  | Auckland         |
| George Scrimshaw  | Stürmer  | Canterbury       |
| Eric Snow         | Stürmer  | Nelson           |
| Ronald Stewart    | Stürmer  | South Canterbury |
| John Swain        | Stürmer  | Hawke’s Bay      |
| Edward Ward       | Stürmer  | Taranaki         |